# فلت تاپ ماونتن (تنسی)
فلت تاپ ماونتن(به انگلیسی: Flat Top Mountain) شهری در ایالت تنسی کشور ایالات متحده آمریکا است که جمعیت آن در سرشماری سال ۲۰۱۰ میلادی، ۴۲۲ نفر بوده‌است.